# Scoloderus gibber
Scoloderus gibber är en spindelart som först beskrevs av O. Pickard-Cambridge 1898.  Scoloderus gibber ingår i släktet Scoloderus och familjen hjulspindlar. Inga underarter finns listade i Catalogue of Life.